# Carolina de Erbach-Fürstenau
Carolina Amalia de Erbach-Fürstenau (Michelstadt, 29 de septiembre de 1700-Hildburghausen, 7 de mayo de 1758) fue una condesa de Erbach-Fürstenau por nacimiento, y por matrimonio duquesa de Sajonia-Hildburghausen. De 1745 a 1748, fue también regente de Sajonia-Hildburghausen.

## Biografía
Carolina era una hija del conde Felipe Carlos de Erbach-Fürstenau y Michelstadt (1677-1736), quien también era señor de Breuberg, y de su primera esposa, la condesa Carlota Amalia de Kunowitz (1677-1722).
Contrajo matrimonio el 19 de junio de 1726 en el Castillo de Fürstenau con el duque Ernesto Federico II de Sajonia-Hildburghausen. La pareja vivió primero en Königsberg in Bayern donde nació el príncipe heredero Carlos Federico Ernesto. En 1730, Ernesto Federico construyó un palacio de placer para su esposa, que llamó Castillo de Carolina. En 1744 también amplió el castillo de Eisfeld, que había sido reservado como wittum para Carolina.
Después de la muerte de su marido en 1745, gobernó como regente en nombre de su hijo menor de edad, Carlos Federico Ernesto. En un decreto de 1746, tomó medidas contra "gitanos errantes y mendigantes", en el cual incluso la pena de muerte era posible. Restructuró el Código de Procedimiento Penal y prohibió la venta de un feudo, un título aloidal o propiedades raíces sin la autorización del soberano. En un caso ante el Tribunal Supremo en el cual el ducado de Sajonia-Meiningen demandaba el distrito de Sonnefeld, que duró de 1743 a 1752, fue representada por su Consejero Privado secreto, Johann Sebastian Kobe von Koppenfels, quien la ayudó a ganar el caso.

## Descendencia
- Ernesto Federico III Carlos (1727-1780), duque de Sajonia-Hildburghausen.
- Alberto Federico Augusto (1728-1735).
- Federico Guillermo Eugenio (1730-1795), desposó en 1778 a Carolina de Sajonia-Hildburghausen (1761-1790).
- Sofía Amalia Carolina (1732-1799), desposó en 1749 al príncipe Luis de Hohenlohe-Neuenstein-Öhringen (1723-1805).